# Trondheimfjord

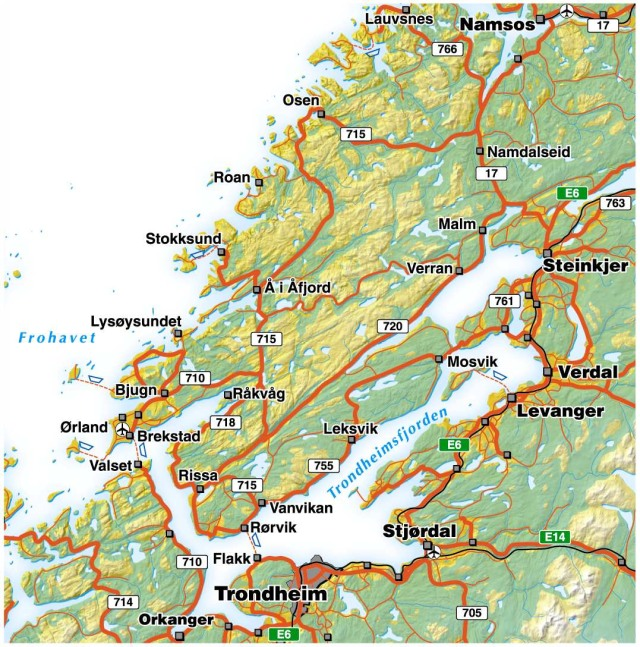
Trondheimfjord und die Halbinsel Fosen

Der Trondheimfjord (norwegisch Trondheimsfjorden) ist mit 130 Kilometer Länge der drittlängste Fjord Norwegens.
Er liegt im westlichen Mittelnorwegen und erstreckt sich mit seinen verschiedenen Armen und Ausläufern von Ørland im Westen bis Steinkjer im Nordosten. Die namensgebende Stadt Trondheim liegt an diesem Fjord, der an seiner tiefsten Stelle bei Agdenes 617 Meter tief ist. Die größten Inseln im Fjord sind Ytterøy und Tautra.
Die Städte Stjørdal, Levanger und Steinkjer liegen an der östlichen und nördlichen Küste des Fjords. In Verdal baut die Werft Aker Verdal große Förderplattformen für Erdöl und Erdgas. In Rissa baut eine Werft Kreuzfahrtschiffe, so etwa das Luxusapartmentkreuzfahrtschiff The World.

## Natur
Das Meeresleben im Fjord ist sehr reich. Allein über 90 Fischarten wurden beobachtet. Auch wurden Lebensräume von Steinkorallen der Art Lophelia pertusa gefunden.

## Focke-Wulf Fw 200
Am 26. Mai 1999 wurde im Trondheimfjord vom Deutschen Technikmuseum Berlin das Wrack der letzten noch existierenden Focke-Wulf Fw 200 Condor gehoben. Sie war am 22. Februar 1942 vom deutschen Flugkapitän Werner Thieme wegen eines Defektes einer Landeklappe, der eine reguläre Landung unmöglich machte, in einer Art „gesteuertem Absturz“ im Fjord niedergebracht worden. Alle sechs Besatzungsmitglieder konnten sich retten.